# Rogelio Rovira
Rogelio Rovira (* 1956 in Valencia) ist ein spanischer Philosoph.

## Leben
Er studierte Philosophie an den Universitäten Madrid und Salzburg und ist ordentlicher Professor für Philosophie an der Universität Complutense Madrid. Er veröffentlichte auch einige unbekannte und unveröffentlichte Schriften von Manuel García Morente und übersetzte unter anderem klassische und zeitgenössische Philosophen wie Kant, Adolf Reinach oder Dietrich von Hildebrand ins Spanische.

## Schriften (Auswahl)
- Teología etica. Sobre la fundamentación y construcción de una teología racional según los principios del idealismo trascendental de Kant. Madrid 1986, ISBN 8474901510.
- Los tres centros espirituales de la persona. Introducción a la filosofía de Dietrich von Hildebrand. Madrid 2006, ISBN 84-96611-02-7.
- Léxico fundamental de la metafísica de Leibniz. Madrid 2006, ISBN 84-8164-840-X.
- als Herausgeber mit Juan Manuel Navarro Cordón und Rafael V. Orden Jiménez: Nuevas perspectivas sobre la filosofía de Kant. Madrid 2016, ISBN 84-16020-60-4.